# Equip All-Rookie de l'NBA
L'equip All-Rookie de l'NBA és un premi anual de l'NBA que es dona als millors jugadors rookies (que disputen el seu primer any) de cada temporada. Existeix des de la temporada 1962-63. Els entrenadors principals són qui duen a terme la votació; no se'ls permet escollir jugadors del seu propi equip.